# Brentus (djur)
Brentus är ett släkte av skalbaggar. Brentus ingår i familjen Brentidae.

## Dottertaxa tillBrentus, i alfabetisk ordning
- Brentus abdominalis
- Brentus albomaculatus
- Brentus anchorago
- Brentus anomaloceps
- Brentus appendiculatus
- Brentus armiger
- Brentus assimilis
- Brentus aterrimus
- Brentus auriculatus
- Brentus barbicornis
- Brentus barbirostris
- Brentus bidentatus
- Brentus bifrons
- Brentus bistriatus
- Brentus bisulcatus
- Brentus bivittatus
- Brentus brevidens
- Brentus brevirostris
- Brentus brunneus
- Brentus calcar
- Brentus canaliculatus
- Brentus castaneus
- Brentus caudatus
- Brentus cinnamomeus
- Brentus cistelinus
- Brentus claviger
- Brentus coronatus
- Brentus crassicollis
- Brentus crassicornis
- Brentus curvidens
- Brentus curvipes
- Brentus cylindricornis
- Brentus cylindrus
- Brentus dentatus
- Brentus denticeps
- Brentus dentirostris
- Brentus depressus
- Brentus dispar
- Brentus distans
- Brentus distinctus
- Brentus druryanus
- Brentus duplicatus
- Brentus ferrugineus
- Brentus festivus
- Brentus filicornis
- Brentus filiformis
- Brentus formicarius
- Brentus foveatus
- Brentus frontalis
- Brentus glabratus
- Brentus glabripennis
- Brentus gnatho
- Brentus gracilis
- Brentus hastile
- Brentus heros
- Brentus interruptus
- Brentus italicus
- Brentus laevicollis
- Brentus laevigatus
- Brentus laevis
- Brentus laticornis
- Brentus linearis
- Brentus lineatus
- Brentus longicaudatus
- Brentus longicornis
- Brentus longimanus
- Brentus macrocephalus
- Brentus maculatus
- Brentus mandibularis
- Brentus manubrium
- Brentus maxillosus
- Brentus militaris
- Brentus minutus
- Brentus monilis
- Brentus myrmecophaga
- Brentus nasica
- Brentus nasutus
- Brentus obtusus
- Brentus peregrinus
- Brentus picipes
- Brentus pictus
- Brentus porcatus
- Brentus productus
- Brentus punctatus
- Brentus punctipennis
- Brentus pusillus
- Brentus reticulatus
- Brentus retinaculum
- Brentus ruficollis
- Brentus rufiventris
- Brentus rupestris
- Brentus semipunctatus
- Brentus septemtrionis
- Brentus serrirostris
- Brentus singularis
- Brentus squalidus
- Brentus striatulus
- Brentus sulcatus
- Brentus sulcirostris
- Brentus suturalis
- Brentus teminckii
- Brentus temmincki
- Brentus translucens
- Brentus tridentatus
- Brentus tristriatus
- Brentus truncatus
- Brentus vittatus
- Brentus volvulus